# Кешм
 Тази статия е за иранския остров в Персийския залив.  За града вижте Кешм (град).  
Кешм (на персийски: قشم) е остров в Персийския залив, в северозападния край на Ормузкия проток, част от провинция Хормозган в Иран.
Остров Кешм е разположен на няколко километра от брега на континента, от който го отделя Хоранския проток. Формата му е издължена в направление югозапад-североизток с дължина 135 km и ширина около 40 km. Има площ 1491 km² и население около 114 хиляди души (2010). Най-голямо селище е град Кешм.
Крепостите и древните гробници, намиращи се на острова, са доказатества за дългото минало на острова. Кешм е и най-големият остров в Персийския залив и още от предислямския период е стратегически търговски център. В наши дни жителите на острова се препитават предимно с рибарство, земевладелство и работа в солните мини.
Сред най-известните забележителности на острова се нареждат Пещерите Хорбес, Руините на древно португалско укрепление, Храмовете Сейед Мозафар и Биби Мариам, Биосферен резерват Хара – намира се в делтата на река Мехран, между о. Кешм и Персийския залив и е включен е в Списъка на световните обекти на ЮНЕСКО.